# Světový humanitární den
Světový humanitární den je každoročně 19. srpna organizován Organizací spojených národů, poté co byl vyhlášen rezolucí Valného shromáždění OSN A/RES/63/139 dne 11. prosince 2008, na památku tragické události v roce 2003. Při útoku v Bagdádu tehdy zahynulo 22 humanitárních pracovníků, mezi nimi i Sérgio Vieira de Mello, zvláštní zástupce generálního tajemníka OSN pro Irák. Dne 11. prosince 2008 Valné shromáždění OSN v souhrnné rezoluci, kterou podpořilo Švédsko, stanovilo, že se tento den bude připomínat památka všech pracovníků OSN a humanitárních organizací, kteří přišli o život při plnění svých povinností.

## Oslavy
Každoročně se slaví 19. srpna jako vzpomínka na bombardování Bagdádu v roce 2003, s cílem zdůraznění potřeby nasazení humanitárních pracovníků v krizových situacích ve světě. Poprvé se připomínal v roce 2009. Každý rok se oslavy, pořádané Úřadem OSN pro koordinaci humanitárních záležitostí (OCHA), zaměřují na určité téma, zahrnující přežití, blaho a důstojnost lidí postižených krizí a také bezpečnost a ochranu humanitárních pracovníků.
- 2009: První Světový humanitární den (The first World Humanitarian Day)
- 2010: Jsme humanitární pracovníci (We are Humanitarian Workers)
- 2011: Lidé pomáhají lidem (People helping people)
- 2012: Byl jsem tady (I was here)
- 2013: Svět potřebuje víc (The world needs more)
- 2014: Humanitární hrdinové (Humanitarian Heroes)
- 2015: Inspirace lidskosti ve světě (Inspiring the World’s Humanity)
- 2016: Neřešitelné možnosti (Impossible Choices)
- 2017–2018: NEJSME CÍL (NOT A TARGET)
- 2019: Humanitární pracovnice (Women Humanitarians)
- 2020: Hrdinové skutečného života (Real Life Heroes)
- 2021: Přidejte se k lidstvu (Real Life Heroes)
- 2022: Chce to vesnici (It Takes a Village)
- 2023: Ať se děje, co se děje (No Matter What)